# Slåtterfibbla
Slåtterfibbla (Hypochaeris maculata) är en korgblommig växt.

## Beskrivning

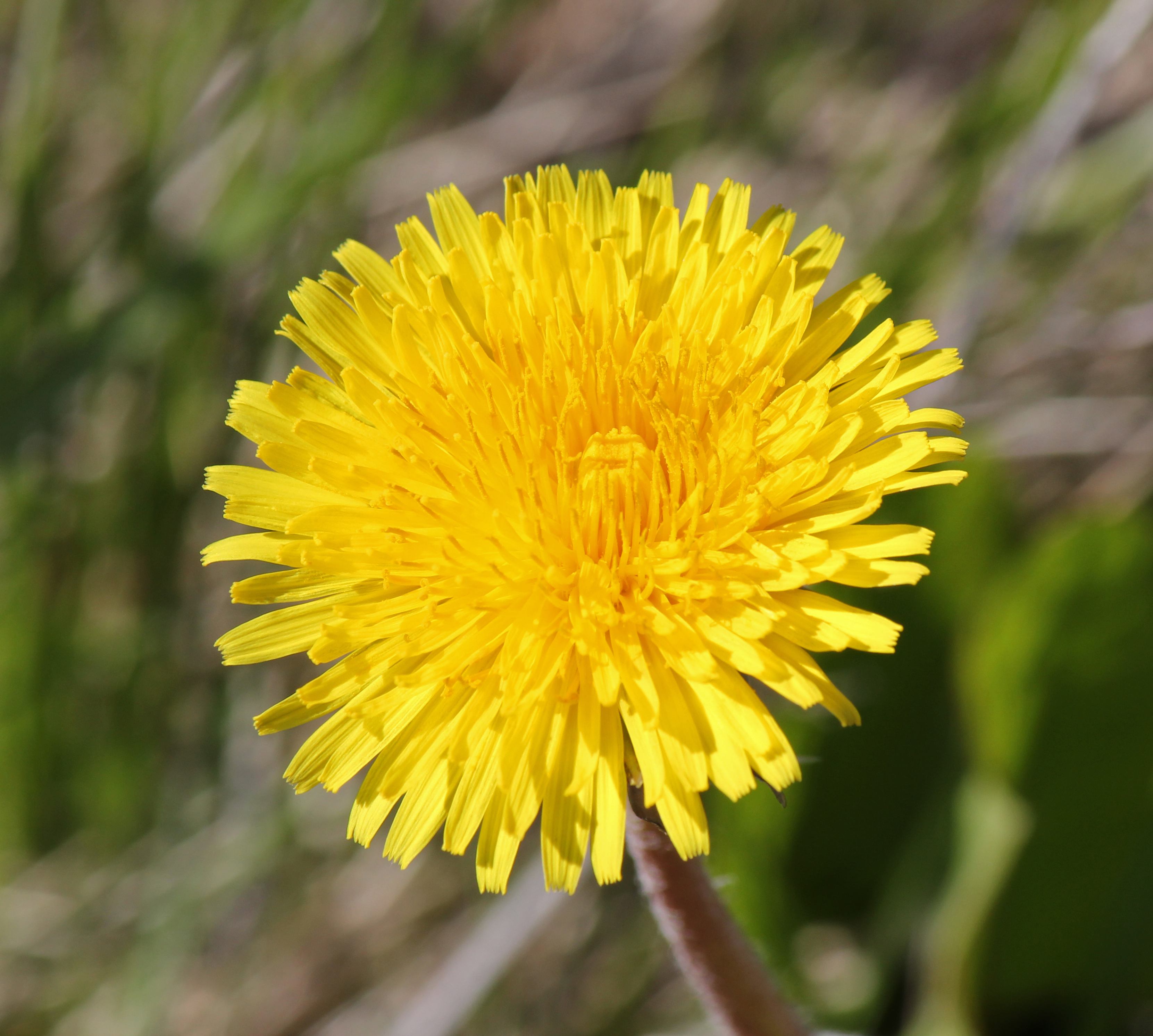
Maskros

Slåtterfibbla är lätt igenkänd på sin platta, till marken tryckta rosett av breda, inte flikiga, ofta rödfläckiga blad och 20 – 100 cm hög, kraftig, ofta grenad stängel, vanligen med en enda, maskroslik blomkorg, som är 4 – 5 cm i diameter.
Har pålrot.
Bladen är oregelbundet, grunt naggiga, 8 – 13 cm långa, 4 – 6 cm breda.
Blomningstiden är i Sverige juni – augusti. I Centraleuropa kan blomningen börja redan i maj.
Pistillen har två märken. Kronbladen avslutas med 5 små taggar.
Frukten är 10 – 17 mm lång.
Kromosomtalet är 2n = 10.

## Underarter
- Hypochaeris maculata subsp. maculata
- Hypochaeris maculata subsp. pelivanovicii (Velen.) Hayek, 1931
Förekommer i Albanien, Bosnien, Bulgarien, Hercegowina, Nordmakedonien, Montenegro och Serbien.
  - Synonym: Hypochaeris pelivanovicii Velen., 1891
- Hypochaeris maculata subsp. uniflora (Vill.) Bonnier & Layens (1894)
  - Synonym: Hypochaeris uniflora Vill., 1779
  - Synonym: Hypochaeris uniflora Kuntze, 1898

## Habitat
Slåtterfibbla är allmän i stora delar av centrala Europa, och utbredningen sträcker sig långt österut i tempererade delar i Asien; högst 1 500 m ö h.
Saknas på Irland, söder om Pyrenéerna och i stora delar av Italien.
I Sverige finns den från Skåne och norrut till Jämtland. I Norge från söder och norrut till Trondheim-trakten; i högfjällen upp till 1 200 m ö h. I Finland finns slåttergubbe i den södra halvan av landet.

## Biotop
Torra ängar och hagmark samt på öppna ställen i gles skog. Ogillar kvävehaltiga jordar, men gynnas av kalkhalt.

## Användning
Rosettbladen kan användas som mat, ungefär som grönkål.

## Etymologi
- Släktnamnet Hypochaeris kommer av grekiska hypo = under + chareis = gris med syftning på att grisar sades tycka om att äta slåtterblommans rötter.
- Artepitetet maculata betyder fläckig, vilket avser de ofta fläckiga bladen. Det kan härledas från latin macula = fläck.
- Benämningen slåtterfibbla kommer av att enligt gammal bondepraxis blomningen av slåtterfibbla angav lämplig tid för slåtter. Nu för tiden sker gärna slåttern före blomningen, ty näringsvärdet anses högre då.

## Namnlikheter

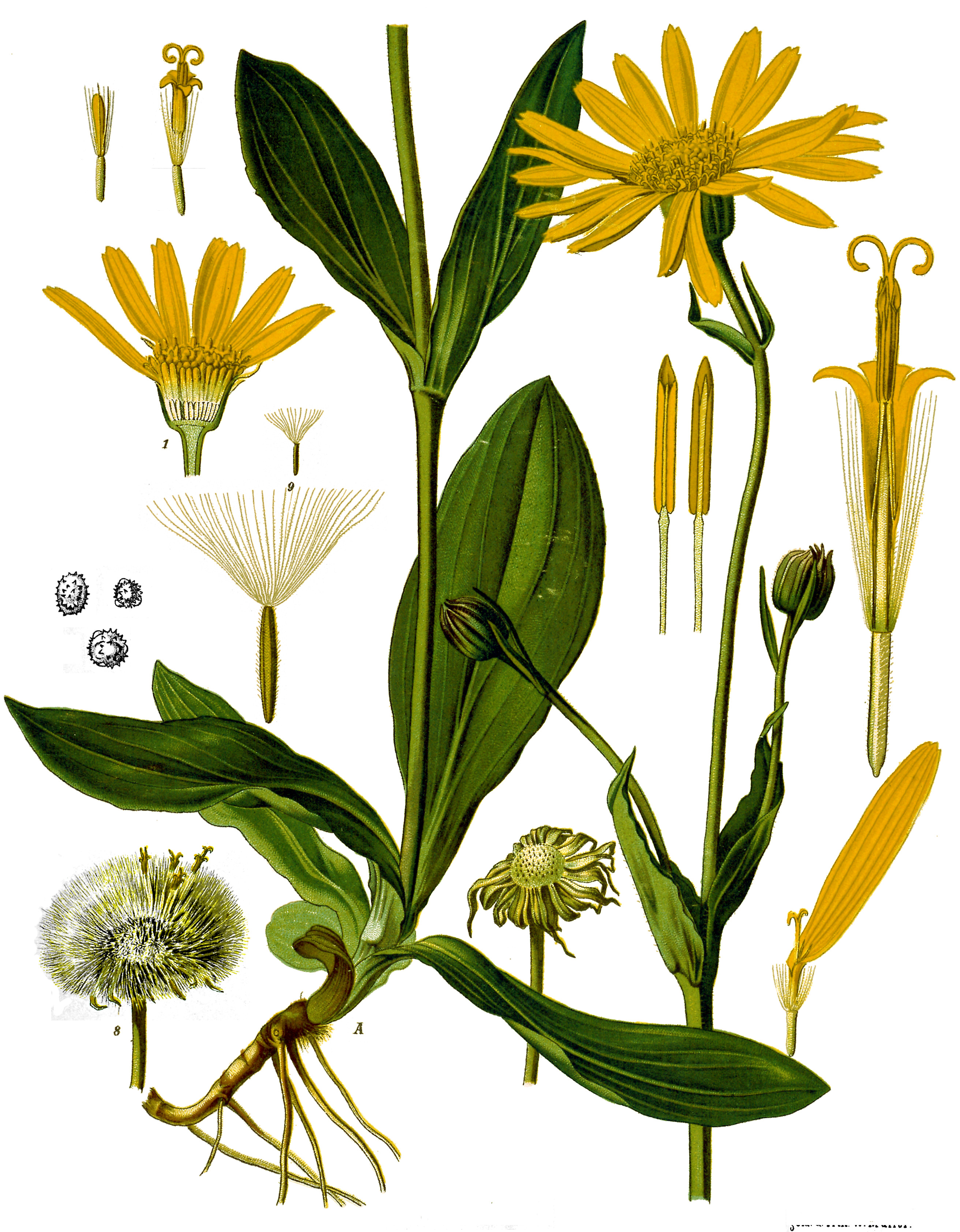
Slåttergubbe

Slåttergubbe, Arnica montana, har stundom kallats slåtterfibbla, som i någon mån likna slåtterfibbla.

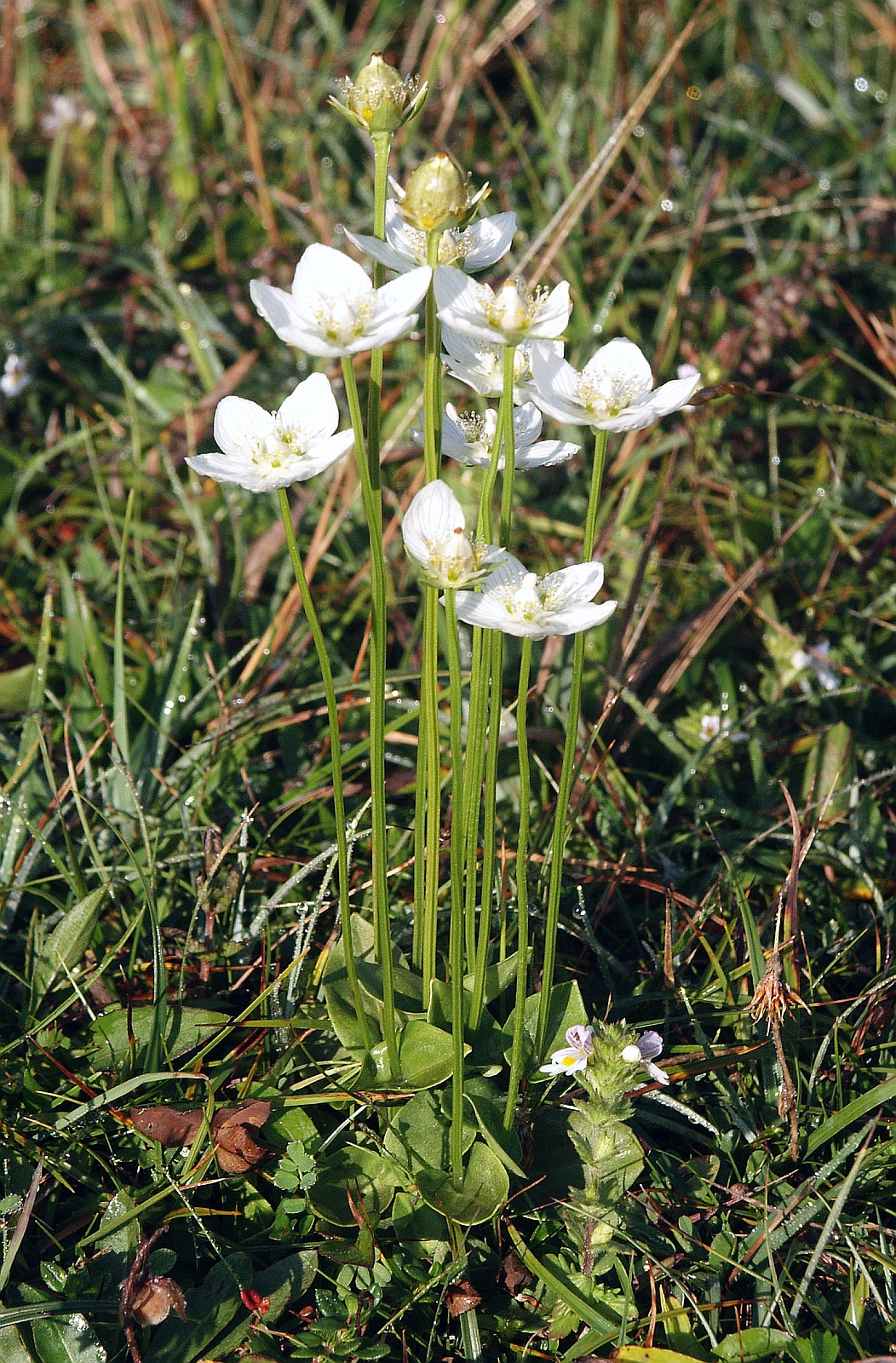
Slåtterblomma

Ibland har slåtterfibbla felaktigt kallats slåtterblomma eller slåtterblomster, men det är en annan art, Parnassia palustris L., som i detta fall på intet sätt liknar slåtterfibbla.
Observera de till förväxling nära lika stavningarna av det vetenskapliga namnet Hypochaeris maculata L. och synonymen Hypochoeris maculata L..

## Bygdemål
| Namn         | Trakt | Anteckning |
| ------------ | ----- | ---------- |
|              |       |            |
| Slåtterkulla |       |            |

## Kuriositet
Språkligt lustigt är det att slåtterfibbla på flera främmande språk förknippats med djur. Sålunda:
- Norska flekkgrisøyre, fläckigt grisöra
- Finska häränsilmä (oxöga) och harjuhärenslimä (ås-oxöga).
- Engelska spotted cat's-ear, fläckigt kattöra

## Bilder

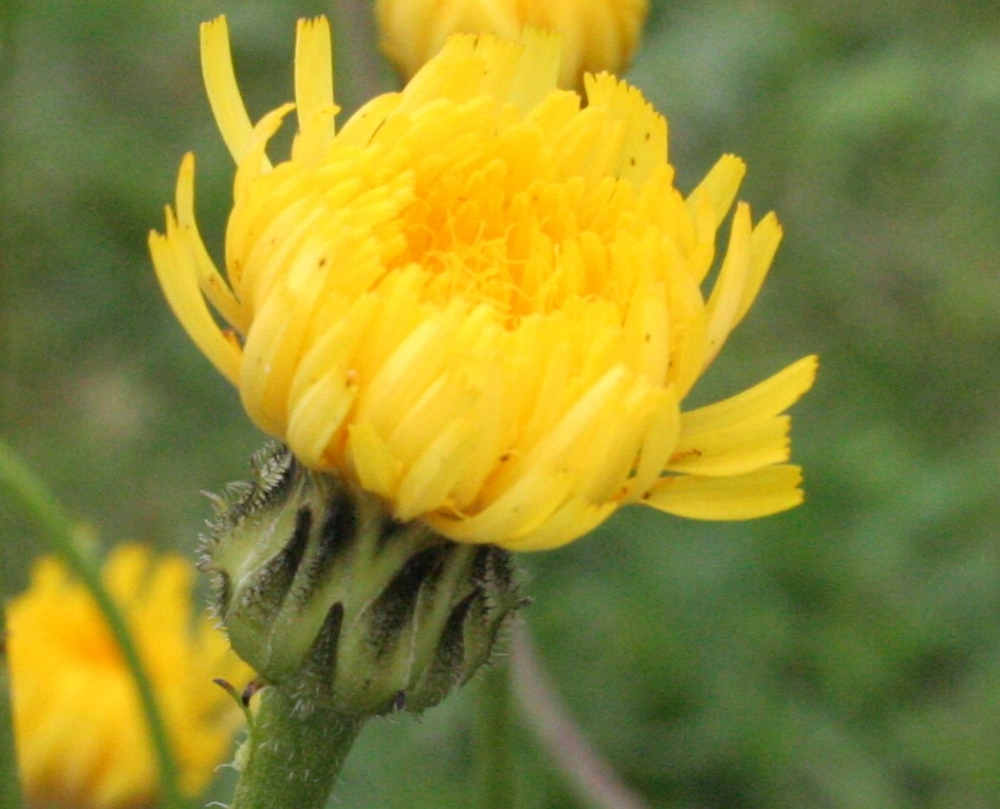
En delvis utslagen knopp
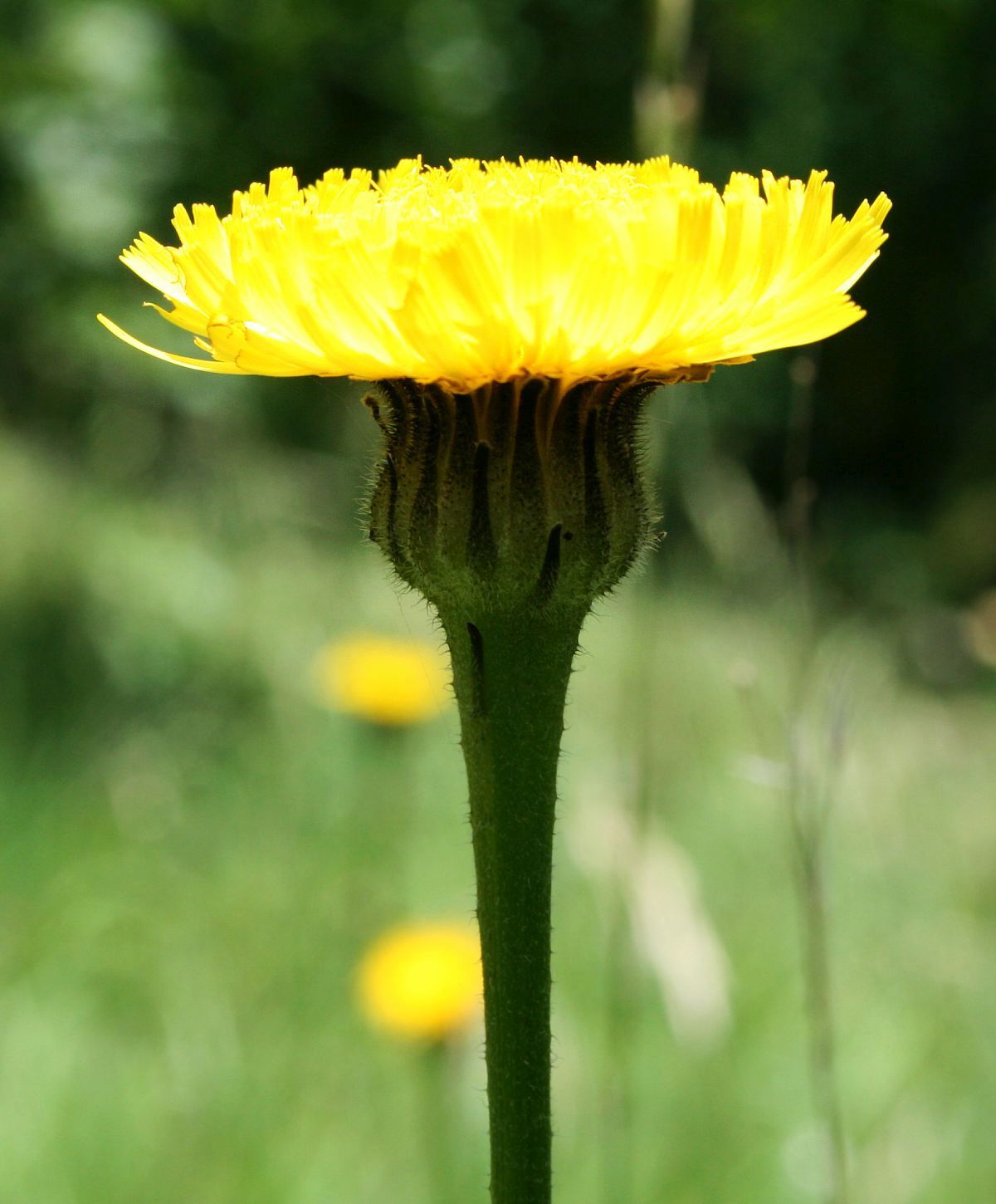
Blomma sedd från sidan
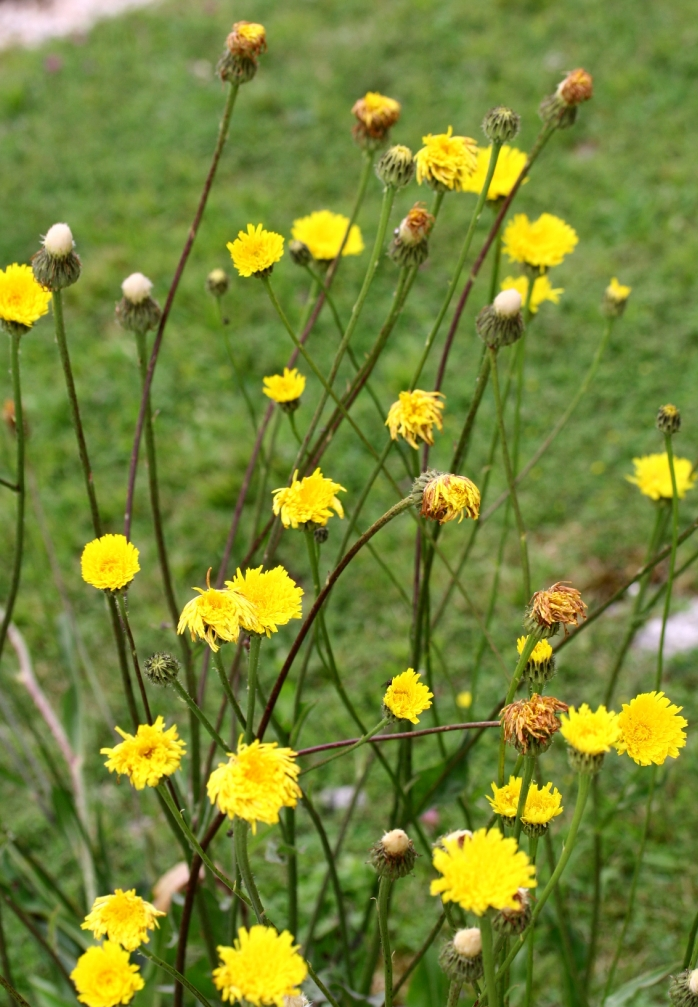
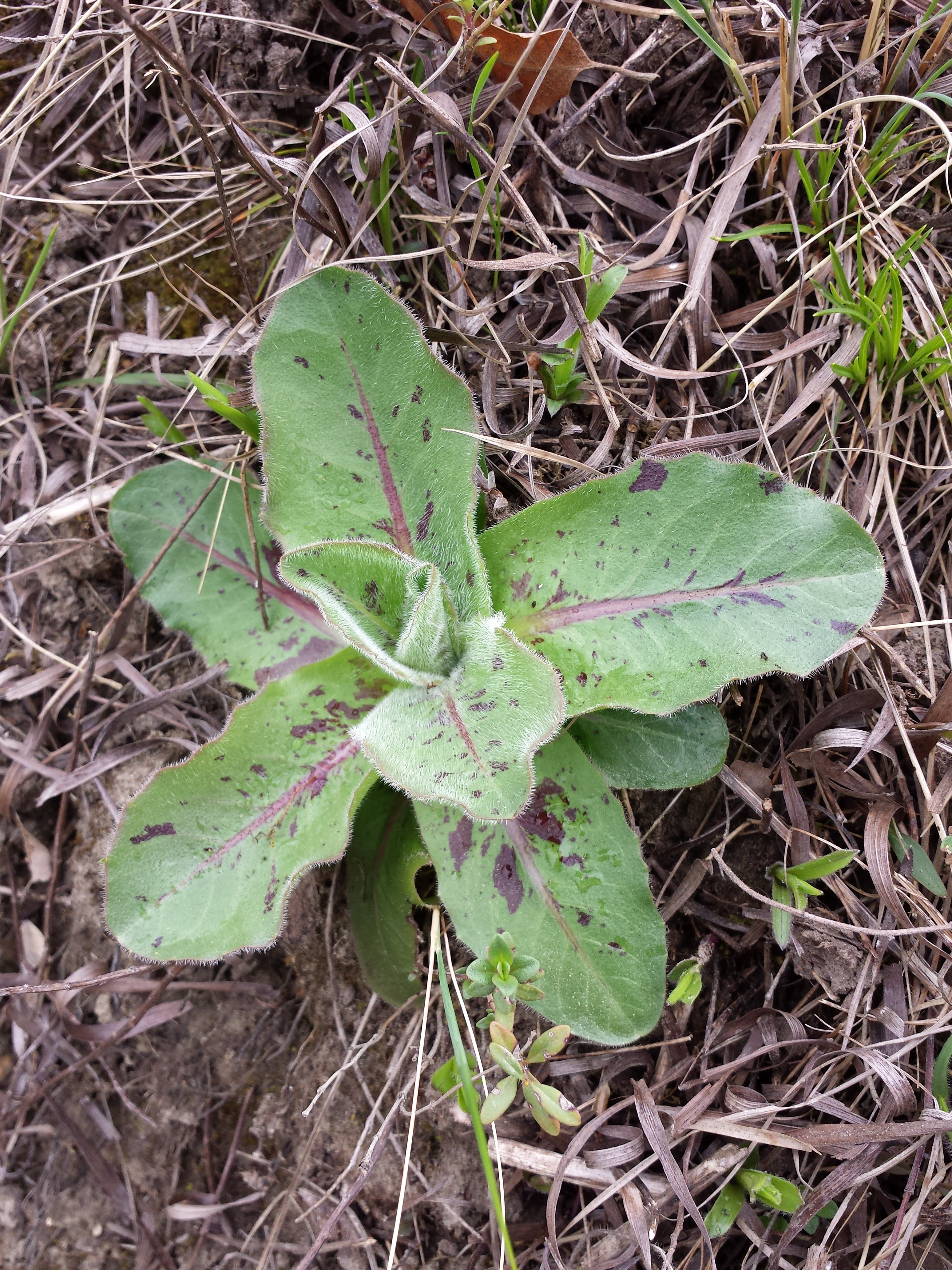
Bladrosett